# Jaŭhen Jablonski
Jaŭhen Uladzimiravič Jablonski (in bielorusso Яўген Уладзіміравіч Яблонскі?, angl. Yevgeniy Yablonskiy; Čėrven', 10 maggio 1995) è un calciatore bielorusso, centrocampista dell'Asteras Tripolīs e della nazionale bielorussa.

## Caratteristiche tecniche
Interno di centrocampo, può giocare anche da mediano.

## Carriera

### Club
Ha giocato nella prima divisione bielorussa, in quella cipriota ed in quella greca.

### Nazionale
Ha giocato nelle nazionali giovanili bielorusse Under-19 ed Under-21.
Nel 2019 ha esordito nella nazionale maggiore bielorussa.

## Statistiche

### Presenze e reti nei club
Statistiche aggiornate al 2 aprile 2023.
| Stagione             | Squadra              | Campionato           | Campionato | Campionato | Coppe nazionali | Coppe nazionali | Coppe nazionali | Coppe continentali | Coppe continentali | Coppe continentali | Altre coppe | Altre coppe | Altre coppe | Totale | Totale | Totale |
| Stagione             | Squadra              | Comp                 | Pres       | Reti       | Comp            | Pres            | Reti            | Comp               | Pres               | Reti               | Comp        | Pres        | Reti        | Pres   | Reti   |        |
| -------------------- | -------------------- | -------------------- | ---------- | ---------- | --------------- | --------------- | --------------- | ------------------ | ------------------ | ------------------ | ----------- | ----------- | ----------- | ------ | ------ | ------ |
| 2014                 | BATĖ Borisov         | VL                   | 4+7        | 0+1        | KB              | 6               | 0               | UCL                | 5                  | 0                  | SB          | 0           | 0           | 22     | 1      |        |
| 2015                 | BATĖ Borisov         | VL                   | 20         | 0          | KB              | 6               | 0               | UCL                | 8                  | 1                  | SB          | 1           | 0           | 35     | 1      |        |
| 2016                 | BATĖ Borisov         | VL                   | 20         | 1          | KB              | 3               | 0               | UCL+UEL            | 0+1                | 0                  | SB          | 1           | 0           | 25     | 1      |        |
| 2017                 | BATĖ Borisov         | VL                   | 25         | 0          | KB              | 6               | 0               | UCL+UEL            | 2+2                | 0                  | SB          | 1           | 0           | 36     | 0      |        |
| 2018                 | BATĖ Borisov         | VL                   | 25         | 1          | KB              | 4               | 0               | UCL+UEL            | 4+4                | 0                  | SB          | 0           | 0           | 37     | 1      |        |
| 2019                 | BATĖ Borisov         | VL                   | 25         | 2          | KB              | 4               | 0               | UCL+UEL            | 4+4                | 0+1                | SB          | 1           | 0           | 38     | 3      |        |
| 2020                 | BATĖ Borisov         | VL                   | 27         | 1          | KB              | 6               | 0               | UEL                | 1                  | 0                  | -           | -           | -           | 34     | 1      |        |
| 2021                 | BATĖ Borisov         | VL                   | 28         | 4          | KB              | 1               | 1               | UECL               | 2                  | 1                  | SB          | 1           | 0           | 32     | 6      |        |
| Totale BATĖ Borisov  | Totale BATĖ Borisov  | Totale BATĖ Borisov  | 174+7      | 9+1        |                 | 36              | 1               |                    | 37                 | 3                  |             | 5           | 0           | 259    | 14     |        |
| gen.-giu. 2022       | Arīs Limassol        | A                    | 4+10       | 0          | CC              | -               | -               | -                  | -                  | -                  | -           | -           | -           | 14     | 0      |        |
| 2022-2023            | Arīs Limassol        | A                    | 18+3       | 0          | CC              | 0               | 0               | UECL               | 2                  | 0                  | -           | -           | -           | 0      | 0      |        |
| Totale Arīs Limassol | Totale Arīs Limassol | Totale Arīs Limassol | 22+13      | 0          |                 | 0               | 0               |                    | 2                  | 0                  |             | -           | -           | 37     | 0      |        |
| Totale carriera      | Totale carriera      | Totale carriera      | 216        | 10         |                 | 36              | 1               |                    | 39                 | 3                  |             | 5           | 0           | 296    | 14     |        |

### Cronologia presenze e reti in nazionale
| Cronologia completa delle presenze e delle reti in nazionale ― Bielorussia | Cronologia completa delle presenze e delle reti in nazionale ― Bielorussia | Cronologia completa delle presenze e delle reti in nazionale ― Bielorussia | Cronologia completa delle presenze e delle reti in nazionale ― Bielorussia | Cronologia completa delle presenze e delle reti in nazionale ― Bielorussia | Cronologia completa delle presenze e delle reti in nazionale ― Bielorussia | Cronologia completa delle presenze e delle reti in nazionale ― Bielorussia | Cronologia completa delle presenze e delle reti in nazionale ― Bielorussia |
| Data                                                                       | Città                                                                      | In casa                                                                    | Risultato                                                                  | Ospiti                                                                     | Competizione                                                               | Reti                                                                       | Note                                                                       |
| -------------------------------------------------------------------------- | -------------------------------------------------------------------------- | -------------------------------------------------------------------------- | -------------------------------------------------------------------------- | -------------------------------------------------------------------------- | -------------------------------------------------------------------------- | -------------------------------------------------------------------------- | -------------------------------------------------------------------------- |
| 6-9-2019                                                                   | Tallinn                                                                    | Estonia                                                                    | 1 – 2                                                                      | Bielorussia                                                                | Qual. Euro 2020                                                            | -                                                                          |                                                                            |
| 9-9-2019                                                                   | Cardiff                                                                    | Galles                                                                     | 1 – 0                                                                      | Bielorussia                                                                | Amichevole                                                                 | -                                                                          | 46’                                                                        |
| 10-10-2019                                                                 | Minsk                                                                      | Bielorussia                                                                | 0 – 0                                                                      | Estonia                                                                    | Qual. Euro 2020                                                            | -                                                                          | 83’                                                                        |
| 13-10-2019                                                                 | Minsk                                                                      | Bielorussia                                                                | 1 – 2                                                                      | Paesi Bassi                                                                | Qual. Euro 2020                                                            | -                                                                          | 69’                                                                        |
| 19-11-2019                                                                 | Podgorica                                                                  | Montenegro                                                                 | 2 – 0                                                                      | Bielorussia                                                                | Amichevole                                                                 | -                                                                          |                                                                            |
| 26-2-2020                                                                  | Sofia                                                                      | Bulgaria                                                                   | 0 – 1                                                                      | Bielorussia                                                                | Amichevole                                                                 | -                                                                          |                                                                            |
| 4-9-2020                                                                   | Minsk                                                                      | Bielorussia                                                                | 0 – 2                                                                      | Albania                                                                    | UEFA Nations League 2020-2021 - 1º turno                                   | -                                                                          | 86’                                                                        |
| 7-9-2020                                                                   | Almaty                                                                     | Kazakistan                                                                 | 1 – 2                                                                      | Bielorussia                                                                | UEFA Nations League 2020-2021 - 1º turno                                   | -                                                                          |                                                                            |
| 8-10-2020                                                                  | Tbilisi                                                                    | Georgia                                                                    | 1 – 0                                                                      | Bielorussia                                                                | Qual. Euro 2020                                                            | -                                                                          | 63’                                                                        |
| 14-10-2020                                                                 | Minsk                                                                      | Bielorussia                                                                | 2 – 0                                                                      | Kazakistan                                                                 | UEFA Nations League 2020-2021 - 1º turno                                   | 1                                                                          | 86’                                                                        |
| 11-11-2020                                                                 | Ploiești                                                                   | Romania                                                                    | 5 – 3                                                                      | Bielorussia                                                                | Amichevole                                                                 | -                                                                          | 62’                                                                        |
| 15-11-2020                                                                 | Minsk                                                                      | Bielorussia                                                                | 2 – 0                                                                      | Lituania                                                                   | UEFA Nations League 2020-2021 - 1º turno                                   | 1                                                                          |                                                                            |
| 18-11-2020                                                                 | Tirana                                                                     | Albania                                                                    | 3 – 2                                                                      | Bielorussia                                                                | UEFA Nations League 2020-2021 - 1º turno                                   | -                                                                          | 63’                                                                        |
| 27-3-2021                                                                  | Minsk                                                                      | Bielorussia                                                                | 4 – 2                                                                      | Estonia                                                                    | Qual. Mondiali 2022                                                        | -                                                                          | 58’                                                                        |
| 2-6-2021                                                                   | Minsk                                                                      | Bielorussia                                                                | 1 – 2                                                                      | Azerbaigian                                                                | Amichevole                                                                 | -                                                                          |                                                                            |
| 8-10-2021                                                                  | Tallinn                                                                    | Estonia                                                                    | 2 – 0                                                                      | Bielorussia                                                                | Qual. Mondiali 2022                                                        | -                                                                          | Cap. 81’                                                                   |
| 13-11-2021                                                                 | Cardiff                                                                    | Galles                                                                     | 5 – 1                                                                      | Bielorussia                                                                | Qual. Mondiali 2022                                                        | -                                                                          |                                                                            |
| 16-11-2021                                                                 | Minsk                                                                      | Bielorussia                                                                | 1 – 0                                                                      | Giordania                                                                  | Amichevole                                                                 | 1                                                                          | Cap.                                                                       |
| 26-3-2022                                                                  | Riffa                                                                      | India                                                                      | 0 – 3                                                                      | Bielorussia                                                                | Amichevole                                                                 | -                                                                          | Cap.                                                                       |
| 29-3-2022                                                                  | Riffa                                                                      | Bahrein                                                                    | 0 – 1                                                                      | Bielorussia                                                                | Amichevole                                                                 | -                                                                          | Cap.                                                                       |
| 3-6-2022                                                                   | Novi Sad                                                                   | Bielorussia                                                                | 0 – 1                                                                      | Slovacchia                                                                 | UEFA Nations League 2022-2023 - 1º turno                                   | -                                                                          | Cap. 61’                                                                   |
| 6-6-2022                                                                   | Novi Sad                                                                   | Bielorussia                                                                | 0 – 0                                                                      | Azerbaigian                                                                | UEFA Nations League 2022-2023 - 1º turno                                   | -                                                                          | Cap. 83’                                                                   |
| 10-6-2022                                                                  | Novi Sad                                                                   | Bielorussia                                                                | 1 – 1                                                                      | Kazakistan                                                                 | UEFA Nations League 2022-2023 - 1º turno                                   | -                                                                          | Cap. 81’                                                                   |
| 13-6-2022                                                                  | Baku                                                                       | Azerbaigian                                                                | 2 – 0                                                                      | Bielorussia                                                                | UEFA Nations League 2022-2023 - 1º turno                                   | -                                                                          | Cap.                                                                       |
| 22-9-2022                                                                  | Astana                                                                     | Kazakistan                                                                 | 2 – 1                                                                      | Bielorussia                                                                | UEFA Nations League 2022-2023 - 1º turno                                   | -                                                                          | Cap.                                                                       |
| 25-9-2022                                                                  | Bačka Topola                                                               | Slovacchia                                                                 | 1 – 1                                                                      | Bielorussia                                                                | UEFA Nations League 2022-2023 - 1º turno                                   | -                                                                          | Cap.                                                                       |
| 17-11-2022                                                                 | Dubai                                                                      | Siria                                                                      | 0 – 1                                                                      | Bielorussia                                                                | Amichevole                                                                 | -                                                                          | Cap. 77’                                                                   |
| 20-11-2022                                                                 | al-'Ayn                                                                    | Oman                                                                       | 2 – 0                                                                      | Bielorussia                                                                | Amichevole                                                                 | -                                                                          | Cap. 74’                                                                   |
| 25-3-2023                                                                  | Novi Sad                                                                   | Bielorussia                                                                | 0 – 5                                                                      | Svizzera                                                                   | Qual. Euro 2024                                                            | -                                                                          | Cap. 26’ 46’                                                               |
| 28-3-2023                                                                  | Bucarest                                                                   | Romania                                                                    | 2 – 1                                                                      | Bielorussia                                                                | Qual. Euro 2024                                                            | -                                                                          | Cap. 64’                                                                   |
| 16-6-2023                                                                  | Budapest                                                                   | Bielorussia                                                                | 1 – 2                                                                      | Israele                                                                    | Qual. Euro 2024                                                            | -                                                                          | 57’                                                                        |
| 19-6-2023                                                                  | Budapest                                                                   | Bielorussia                                                                | 2 – 1                                                                      | Kosovo                                                                     | Qual. Euro 2024                                                            | -                                                                          | cap. 88’                                                                   |
| 21-3-2024                                                                  | Boztepe                                                                    | Montenegro                                                                 | 2 – 0                                                                      | Bielorussia                                                                | Amichevole                                                                 | -                                                                          | 63’                                                                        |
| 26-3-2024                                                                  | Ta' Qali                                                                   | Malta                                                                      | 0 – 0                                                                      | Bielorussia                                                                | Amichevole                                                                 | -                                                                          | 46’                                                                        |
| 7-6-2024                                                                   | Minsk                                                                      | Bielorussia                                                                | 0 – 4                                                                      | Russia                                                                     | Amichevole                                                                 | -                                                                          |                                                                            |
| 11-6-2024                                                                  | Budapest                                                                   | Bielorussia                                                                | 0 – 4                                                                      | Israele                                                                    | Amichevole                                                                 | -                                                                          | Cap. 90’                                                                   |
| 5-9-2024                                                                   | Zalaegerszeg                                                               | Bielorussia                                                                | 0 – 0                                                                      | Bulgaria                                                                   | UEFA Nations League 2024-2025 - 1º turno                                   | -                                                                          | 72’ 77’                                                                    |
| 8-9-2024                                                                   | Lussemburgo                                                                | Lussemburgo                                                                | 0 – 1                                                                      | Bielorussia                                                                | UEFA Nations League 2024-2025 - 1º turno                                   | -                                                                          | 46’                                                                        |
| 12-10-2024                                                                 | Zalaegerszeg                                                               | Bielorussia                                                                | 0 – 0                                                                      | Irlanda del Nord                                                           | UEFA Nations League 2024-2025 - 1º turno                                   | -                                                                          | 75’                                                                        |
| 15-11-2024                                                                 | Belfast                                                                    | Irlanda del Nord                                                           | 2 – 0                                                                      | Bielorussia                                                                | UEFA Nations League 2024-2025 - 1º turno                                   | -                                                                          | 62’                                                                        |
| 18-11-2024                                                                 | Sofia                                                                      | Bulgaria                                                                   | 1 – 1                                                                      | Bielorussia                                                                | UEFA Nations League 2024-2025 - 1º turno                                   | -                                                                          | 59’ 64’                                                                    |
| 20-3-2025                                                                  | Dušanbe                                                                    | Tagikistan                                                                 | 0 – 5                                                                      | Bielorussia                                                                | Amichevole                                                                 | 1                                                                          | 73’                                                                        |
| 25-3-2025                                                                  | Masazır                                                                    | Azerbaigian                                                                | 0 – 2                                                                      | Bielorussia                                                                | Amichevole                                                                 | -                                                                          | 77’                                                                        |
| 5-6-2025                                                                   | Barysaŭ                                                                    | Bielorussia                                                                | 4 – 1                                                                      | Kazakistan                                                                 | Amichevole                                                                 | -                                                                          | 58’                                                                        |
| 10-6-2025                                                                  | Minsk                                                                      | Bielorussia                                                                | 1 – 4                                                                      | Russia                                                                     | Amichevole                                                                 | -                                                                          | 46’                                                                        |
| Totale                                                                     |                                                                            | Presenze                                                                   | 45                                                                         |                                                                            | Reti                                                                       | 4                                                                          |                                                                            |

## Palmares

### Club

#### Competizioni nazionali
- Campionato bielorusso: 5

BATĖ Borisov: 2014, 2015, 2016, 2017, 2018
- Coppa di Bielorussia: 3

BATĖ Borisov: 2014-2015, 2019-2020, 2020-2021
- Supercoppa di Bielorussia: 3

BATĖ Borisov: 2015, 2016, 2017